# Bovezzo
Bovezzo – miejscowość i gmina we Włoszech, w regionie Lombardia, w prowincji Brescia.
Według danych na rok 2004 gminę zamieszkiwało 7316 osób, 1219,3 os./km².